# Studio Soi
Studio Soi GmbH & Co. KG est une société de production cinématographique allemande pour les films d'animation, courts métrages et séries animées.

## Histoire
Elle a été fondée en 2003 dans le Bade-Wurtemberg à Ludwigsburg par Carsten Bunte, Torben Meier, Klaus Morschheuser, Mathias Schreck, Jakob Schuh, Michael Sieber et Sasha Unseld.

## Filmographie
- 2006 : Olis Chance
- 2007 : Engel zu Fuß
- 2007 : Ernst im Herbst
- 2009 : Der Kleine und das Biest
- 2009 : Le Gruffalo (Der Grüffelo)
- 2010 : Das Bild der Prinzessin
- 2011–2018 : Le Monde incroyable de Gumball (The Amazing World of Gumball)
- 2012 : La Sorcière dans les airs